# Aleksander (Trapicyn)
Aleksander, imię świeckie Aleksandr Iwanowicz Trapicyn (ur. 17 sierpnia?/29 sierpnia 1862 w Wołmie, zm. 14 stycznia 1938 w Kujbyszewie) – rosyjski biskup prawosławny, święty nowomęczennik.

## Życiorys
Był synem kapłana prawosławnego Iwana Trapicyna i jego żony Kławdii. Miał siedmioro braci, z których trzech zostało duchownymi. W 1884 ukończył seminarium duchowne w Wiatce. Jako jeden z jego najlepszych absolwentów został przyjęty do Kazańskiej Akademii Duchownej i otrzymywał stypendium państwowe. W 1888 ukończył studia z tytułem kandydata nauk teologicznych za pracę poświęconą przeciwdziałaniu symonii w Kościołach prawosławnych tradycji greckiej oraz w Rosyjskim Kościele Prawosławnym. W tym samym roku ożenił się. 23 lutego 1889 w soborze Wszystkich Świętych w Wiatce został wyświęcony na diakona, zaś trzy dni później – na kapłana. Został skierowany do pracy duszpasterskiej w tymże soborze oraz zatrudniony w miejscowej szkole żeńskiej jako katecheta i historii Kościoła. W latach 1892–1897 był również deputowanym duchowieństwa w dumie miejskiej Wiatki.
W marcu 1892 żona ks. Trapicyna urodziła syna, zaś w lipcu zmarła. Od 1893 był katechetą w Aleksandrowskiej szkole realnej w Wiatce. W roku następnym odbył pielgrzymkę do Ziemi Świętej, którą opisywał w cyklu szkiców w piśmie eparchii wiackiej i słobodzkiej. W 1897 został inspektorem seminarium duchownego w Wiatce. 26 lutego 1900 złożył wieczyste śluby mnisze przed biskupem Aleksym (Opockim), zachowując dotychczasowe imię. W 1901 otrzymał godność archimandryty i został wyznaczony na rektora seminarium duchownego w Kałudze. Funkcję tę sprawował przez trzy lata.
12 grudnia 1904 w soborze Trójcy Świętej w Ławrze Troicko-Siergijewskiej miała miejsce jego chirotonia na biskupa muromskiego, wikariusza eparchii włodzimierskiej. W ceremonii jako konsekratorzy wzięli udział m.in. metropolici petersburski i ładoski Antoni, moskiewski i kołomieński Włodzimierz, kijowski i halicki Flawian oraz inni hierarchowie. Biskup Aleksander był aktywnym członkiem stowarzyszenia misyjnego eparchii włodzimierskiej oraz miejscowego oddziału Palestyńskiego Towarzystwa Prawosławnego. W 1907 jego tytuł uległ zmianie na biskup juriewski. W 1912 objął katedrę wołogodzką i totiemską. Uczestniczył w Soborze Lokalnym Rosyjskiego Kościoła Prawosławnego.
W czasie akcji otwarcia relikwii Rosyjskiego Kościoła Prawosławnego biskup Aleksander protestował przeciwko bezczeszczeniu relikwii przez reprezentantów rządu bolszewickiego. W 1923 sam hierarcha został aresztowany pod zarzutem prowadzenia agitacji kontrrewolucyjnej i skazany na sześć miesięcy łagru. Po odbyciu kary został początkowo skierowany na katedrę symbirską, a następnie symferopolską i krymską, gdzie przebywał do 1928. W wymienionym roku został podniesiony do godności arcybiskupiej i skierowany do eparchii samarskiej.
Na początku lat 30. XX wieku w eparchii samarskiej władze stalinowskie podjęły zmasowaną kampanię antyreligijną, zamykając cerkwie i aresztując duchownych parafialnych. Biskup Aleksander wyświęcał nowych duchownych spośród aktywnych w parafiach osób świeckich. W sierpniu 1933 aresztowany został również sam hierarcha, jednak z powodu podeszłego wieku został zwolniony po podpisaniu zobowiązania o pozostaniu w Samarze. W październiku 1933 w jego sprawie zapadł wyrok trzyletniej zsyłki na Ural; duchownego obwiniono o kierowanie kontrrewolucyjną grupą związaną z Cerkwią – prowadzenie agitacji antyradzieckiej poprzez kazania oraz pozyskiwanie „fanatyków religijnych” jako kandydatów na kapłanów. Od 1933 do 1935 przebywał w więzieniach. W 1935 został biskupem pugaczewskim. Godność tę pełnił do 1937. W grudniu 1937 został aresztowany w Kujbyszewie razem z grupą 23 duchownych i dwójką świeckich. Skazany na śmierć przez rozstrzelanie i stracony 14 stycznia 1938 w Kujbyszewie. W 2000 kanonizowany jako jeden z Soboru Świętych Nowomęczenników i Wyznawców Rosyjskich.